# 拉弗龙特拉 (昆卡省)
拉弗龙特拉（西班牙語：La Frontera），是西班牙卡斯蒂利亚-拉曼恰昆卡省的一个市镇。总面积35平方公里，总人口197人（2001年），人口密度6人/平方公里。